# Oznanjenje (van Eyck, Washington)
Oznanjenje je oljna slika staronizozemskega mojstra Jana van Eycka iz okoli 1434–1436. Sliko hranijo v Narodni galeriji v Washingtonu D. C. Originalno je bila naslikana na leseni plošči, vendar je bila kasneje prenesena na platno. Menijo, da je bilo to levo (notranje) krilo triptiha; druga krila so neznana oz. domnevno izgubljena od leta 1817. Oznanjenje je zelo zapleteno delo predvsem zaradi ikonografije, ki ostaja del razprav umetnostnih zgodovinarjev.
Upodobljeno je oznanilo nadangela Gabrijela Devici Mariji, da bo rodila božjega sina (Lk 1,26-38). Napis prikazuje njegove besede: AVE GRÃ. PLENA ali 'Pozdravljena milosti polna'. Marija odgovori, ECCE ANCILLA DÑI ali 'Glej, dekla sem Gospodova'. Njene besede se pojavijo obrnjene na glavo, ker so usmerjene k Bogu in so zato zapisane za pogled  božjega očesa (tj. od zgoraj navzdol). Sedem darov Svetega Duha, ki se spustijo nad njo, simbolično predstavlja sedem svetlobnih žarkih, ki potekajo od okna zgoraj levo, golob med žarki pa predstavlja Svetega Duha: »To je trenutek, ko se sproži Božji načrt za zveličanje. Skozi Kristusovo človeško utelešenje se stara doba zakona (Stara zaveza) spremeni v novo dobo milosti (Nova zaveza).«

## Tempelj - cerkev
Prizorišče oznanjenja je oblikovano kot cerkev in že izbira dogajalnega prostora kaže na idejo prehoda iz dobe zakona v dobo milosti. Za Marijo so v srednjem veku verjeli, da je bila zelo studiozna deklica, ki jo je Jeruzalemski tempelj z drugimi izbranimi devicami zaposlil, da je izdelal nove zavese za najsvetejše. Knjiga, ki jo tukaj bere, je prevelika, da bi bila ženski horarij; tako kot na drugih slikah se resno ukvarja z delom templja (neka srednjeveška avtoriteta je navedla, da je ob prihodu Gabriela prebirala Izaijevo knjigo).  Van Eyck je bil prvi slikar, ki je kot prizorišče za oznanjenje izbral cerkev (prej se pojavi zgolj enkrat v iluminiranem rokopisu in na oltarni sliki leta 1397 iz istega samostana, za katerega je bila ta slika verjetno naročena.
Arhitektura se spreminja od starejših romanskih oblik oken zgoraj, do (rahlo) zašiljenih gotskih lokov spodaj, višji nivoji arhitekture so večinoma v poltemi, nivo tal pa je dobro osvetljen. Mrak Stare zaveze bo namreč kmalu nasledila luč Nove zaveze. Ravni leseni strop je v slabem stanju, deske na več krajih niso na svojem mestu. Uporaba romanske arhitekture kot simbola judovstva se večkrat pojavi na slikah Van Eycka in njegovega kroga.
Okraševanje templja je naravno vse, kar izhaja iz Stare zaveze, vendar so prikazani predmeti tisti, za katere so v srednjem veku verjeli, da predstavljajo prihod Kristusa Mesije. Davidovo ubijanje Goljata (na sredini spredaj) v talnih ploščicah napoveduje Kristusov zmagoslavje nad hudičem. Za tem Samson poruši Filistejski tempelj, po mnenju srednjeveških oblasti je prefiguriral tako Križanje kot Poslednjo sodbo. Na levi Dalila striže Samsonove lase (Kristusova izdaja), zadaj pobije Filistejce (Kristusov zmagoslavje nad grehom). Nekateri umetnostni zgodovinarji prepoznajo smrt Absaloma in morda Abimeleha, čeprav so vidni le majhni deli. Erwin Panofsky, ki je razvil večino te analize, je predlagal shemo za pomen astroloških simbolov v okroglih obrobah, predlagane pa so tudi druge različice.
Na zadnji steni je eno slikano okno z domnevnim prikazom boga, spodaj pa so tri okna ki domnevno namigujejo na krščanskega troedinega boga. Na obeh straneh enega samega okna so zatemnjene poslikave Mojzesova najdba faraonove hčere (levo, vnaprej je bilo predstavljeno samo Oznanjenje) in Mojzes, ki  prejema deset zapovedi (desno, vzporedno z Novo zavezo, ki jo bo prinesel Kristus). Pod njimi sta tonda z Izakom in Jakobom, za katere so predlagane različne simbolne funkcije. Lilije so tradicionalni Marijin atribut, ki stoji za čistostjo. Prazen stolček je lahko 'prazen prestol', simbol za Kristusa, ki sega v zgodnjo bizantinsko umetnost.

## Figuri
Domneva se, da je Marija dobila poteze Izabele Portugalske, žene Filipa Dobrega, vojvode Burgundije, ki je sliko morda naročil pri van Eycku, svojem dvornemu slikarju. Marija nosi haljo v svoji običajni modri barvi, ki je okrašena s hermelinom, rezervirano za vladarje, kar bi ustrezalo tej teoriji, čeprav je srednji vek v vsakem primeru dajal velik poudarek Marijinemu kraljevskemu poreklu. Kot je običajno, zlasti na severu, so Marijine poteze manj privlačne kot Gabrielove; ker je bil brezspolni angel, je bilo videti, da njegova lepota ne povzroča neprimernih misli pri gledalcu. Nobena figura nima nimba; te so bile v zgodnji nizozemski umetnosti izpuščene v interesu realizma - sčasoma bodo temu sledili tudi Italijani. Marijina drža je dvoumna; ni jasno ali stoji, kleči ali sedi.

### Velikost
Številni pisci, tudi Hand, figure v primerjavi z arhitekturo imenujejo prevelike. To je gotovo značilnost nekaterih van Eyckovih upodobitev Marije v cerkvenem okolju s posebnim teološkim pomenom. Na sliki Madona v cerkvi v Gemäldegalerie, Berlin, je ta tema najbolj razvita: Marijin lik je zelo visok in zapolnjuje velik del višine visoke gotske cerkve. Ni tako jasno, da je tu namenjen kakršen koli učinek te vrste; ni arhitekturne opreme, ki bi dala stavbi jasen obseg. Če bi bila na primer soba v prvem nadstropju ali na dvorišču, bi bila okna lahko nižja, kot je običajno v srednjeveški cerkvi. Velikost navadnih steklenih okroglic ni videti nesorazmerna s figurami.

### Zakramentalne teme
Na drugo Van Eyckovo temo in druge zgodnje nizozemske slikarje kaže veliko obvladovanje tunike, ki jo je nosil Gabriel. To bi ga v človeku označilo za slavljenca ali spremljevalca pri visoki maši. Marija je obrnjena proti mizi s knjigo, primerne velikosti za evangelijsko knjigo ali misal, roke pa ima dvignjene v gesti kot expansis manibus. To zagotovo sporoča alarm in negotovost, s katero navadno pozdravi presenetljivo prikazen Gabriela in njegove novice, hkrati pa je tudi gesta, ki jo duhovnik uporablja na določenih mestih. Slika je bila povezana z Zlato mašo (Missa Aurea), liturgično dramo ali dramatizirano mašo, priljubljeno takrat na Nizozemskem, ki je vključevala uprizoritev Oznanjenja kot branje evangelija. Na splošno je to del skupne teme zgodnje nizozemske umetnosti, kjer Marijo kot posrednico med vernimi in Bogom primerjajo ali jo vidijo kot duhovnika, ki obhaja mašo. Njeno osebno žrtev njenega sina primerjajo z obredno žrtvovanjem duhovnika pri maši. V preživelem skrajnem primeru v Louvru je prikazana, kako jasno nosi oblačila in mašuje ob oltarju; pogosteje, kot na Slovenskem, primerjava poteka bolj prefinjeno.

## Druge plošče triptiha
O preostalih ploščah triptiha ni bilo več slišati. Menda bi bil to oltar, za stranski oltar ali manjšo kapelo. Predmeti drugih manjkajočih plošč ostajajo negotovi; Rojstvo ali Poklon Treh kraljev velja za najverjetnejšo za osrednjo ploščo, ki je vsaj dvakrat širša od te, pri čemer se na desni strani ujema Marijin obisk ali Jezusova predstavitev. Zunanje strani kril bi bile verjetno poslikane na podoben način, toda če bi bil na zadnji strani celoten prizor ali celo figura v grizaju, verjetno ne bi bila zavrženo, ko je bila slika v 19. stoletju prenesena na platno. Nedvomno bi bile teme tega krila prvotno povezane s tistimi v drugih krilih na načine, ki jih zdaj ne moremo uganiti.

## Slikarska tehnika
Čiščenje leta 1998 in pregled s sodobnimi tehničnimi metodami, kot je infrardeči reflektogram, so tu razkrili veliko o van Eyckovi tehniki, kar se sklada z drugimi njegovimi deli, kot je Portret Arnolfinijev. Razkrito je njegovo podrisanje in tudi številne spremembe, ki so nastale med slikanjem dela.
Van Eyckova vrhunska tehnika oljnega slikanja je očitna vseskozi. Zlato se uporablja samo za sedem žarkov, ki prihajajo z leve strani; za celotno zlato na Gabrielu se uporablja barva, ki je pogosto delana mokro na mokro, da bi dosegel teksturne učinke brokatnih oblačil. V senčnem predelu za stolček je Van Eyck glazuro delal s prsti. Igra svetlobe nad številnimi različnimi teksturami na sliki je briljantno prikazana, iluzionistični detajli, zlasti v Gabrielovi bogati noši, pa so izjemni.
Poleg več majhnih sprememb v položaju rok in obrazov, podrisba kaže, da so bili majhni pilastri na levi steni prvotno predvideni, da se ponovijo na zadnji steni in da bodo veliko višji, segajo skoraj do strehe, na oboje. Barva na zadnji steni je debelejša kot na levi steni, zato je morda pilastre naslikal, preden si je premislil. V spodnjem delu stropa so deske na svojem mestu, na desni pa je bil tudi vir svetlobe, za katerega so narisane sence.
Pripovedni prizori na ploščicah nadomeščajo preprostejši dekorativni načrt v podrisu, stolček pa je postal veliko večji. Vaza z lilijami ni bila le odsotna v podrisu, ampak tudi ni bila predvidena, se pravi, da zanjo ni ostalo prostora v barvi za Devičino haljo ali tla. To nakazuje, da je bila dodana šele pozno med slikanjem.
Pregled drugih pomembnejših Van Eyckovih del razkrije podoben razvoj od podrisbe in med slikanjem teh del. Zdi se, da je van Eyck, ki je morda deloval s kleriki kot svetovalci, čeprav se zdi, da je bil tudi sam pomemben bralec, svojim kompozicijam med delom na njih rad dodal še večjo zapletenost.

## Stanje in datacija
Slika je bila v 19. stoletju prenesena s plošče na platno. Leta 1998 je bila deležen večjega čiščenja, ko je bil odstranjen lak in nekaj prebarvanega sloja, ter izvedena tehnična študija.  Pred tem je katalog NGA opisal sliko kot obsežno obnovljeno. Craquelure (fino razpokanje na površini) je bilo prebarvano, zlasti v ozadju. Prebarvana področja so vključevala dele Gabrielovega obraza in las ter Devičino obleko, za katero se je zdelo, da je prav tako izgubila plast glazure.
Razpon datumov za sliko je bil prej od 1428–1429 (Panofsky in drugi) do 1436–1437, vendar je odkritje datuma 1437 na oltarni sliki v Gemäldegalerie Alte Meister v Dresdnu leta 1959 znatno spremenilo vse van Eyckove datacije in »onemogoča, da bi še naprej datirali Oznanjenje pred letom 1432« (Hand). Slika se slogovno zdi med Gentskim oltarjem in poznimi deli, kot je berlinska Madona v cerkvi.
Dve avtoriteti sta menili, da slika pripada Janovemu bratu Hubertu van Eycku, ki je umrl leta 1426. Menijo, da je nedavno čiščenje ali tehnična preiskava potrdila stališče večine, da gre za avtografsko delo Jana.

## Izvor
Izvor slike, kolikor je znana, je:
- 1791 - Obiskovalec Chartreuse de Champmol, kartuzijanskega samostana v Dijonu, zdaj v Franciji, a v 15. stoletju v glavnem mestu vojvodine Burgundije, je zabeležil, da je v Priorjevi sobi videl slike, prvotno v vojvodski kapeli samostana : "... slike na lesu vrste najzgodnejših flamskih slikarjev, ki prihajajo iz kapel vojvod; visoke so približno štiri metre. Prva, približno en meter široka, je oznanjenje ..." Samostan je bil v veliki meri uničen v francoski revoluciji, vendar je bil pokop burgundskih vojvod in je vseboval veliko pomembnih del.[19] Zdi se, da je omenjena slika verjetno slika v Washingtonu, čeprav se mere (v francoski pied ali nogi tega obdobja) ne ujemajo natančno.
- 1817 - Na dražbi v Parizu jo je kupil glavni trgovec C.J. Nieuwenhuys iz Bruslja in jo prodal nizozemskemu kralju Viljemu II. Nizozemskem do leta 1841, nato v Haagu. V knjigi iz leta 1843 Nieuwenhuys o sliki pravi, da je bila »iz kompleta z dvema drugima istega mojstra, naslikanega za Filipa Dobrega in namenjena krasitvi verske ustanove v Dijonu«. Sodobni učenjak je tudi trdil, da ima Devica značilnosti Filipove vojvodinje Izabele Portugalske.
- 1850 - sklop 1 na dražbi v Haagu, ki ga je ruski car Nikolaj I. kupil za muzej Ermitaž v Sankt Peterburgu. Verjetno med letoma 1864 in 1870 jo je Ermitaž prenesel na platno, kot se to pogosto počne pri slikah na ploščah, ko les razvije poškodbe.
- 1929 - Franza Matthiesena, mladega nemškega trgovca z umetninami, je sovjetska vlada pozvala, naj sestavi seznam sto slik v ruskih zbirkah, ki jih v nobenem primeru ne bi smeli prodati. Najbolj ga je presenetilo, da je nekaj teh slik kmalu zatem v Parizu razkazal Calouste Gulbenkian, ki jih je z Rusi zamenjal za nafto. Gulbenkian je želel, da je zastopnik pri nadaljnjih nakupih, vendar je Matthiesen namesto tega ustanovil konzorcij z londonskim Colnaghijem in newyorškim Knoedler & Co, ki sta v letih 1930 in 1931 od Rusov kupovala slike in druga dela, od tega enaindvajset slik jih je kupil Andrew Mellon, ki mu je bila ponujena prva zavrnitev. Vsi so zdaj v Nacionalni umetniški galeriji v Washingtonu, kjer tvorijo nekatere najpomembnejše slike v zbirki (dve Rafaelovi deli, med njimi tudi Botticelli, Tizian, Veronese, Velázquez, Rembrandt).[20]
- 1930 - Andrew Mellon jo je kupil prek zgoraj opisanega konzorcija. Leta 1931 je bila odstopljena Mellon Trustu, ki jo je leta 1937 podaril Narodni galeriji umetnosti, katere gradnja se je začela v tem letu.[21][22][23]

## Galerija
- Gabriel
- Marija
- Krog van Eycka ali Petrusa Christusa. Friedsam Oznanjenje iz Metropolitane; desna stran vrat je romanska (Stara zaveza) in leva gotska (Nova zaveza). Vrt je zaraščen, zunanja stena pada.
- Aix Oznanjenje, ki ga na splošno pripisujejo Barthélemyju van Eycku, naj bi bil povezan z Janom in ima veliko podobnosti pri izvedbi.